# St. Leonhard (Rennertshofen)

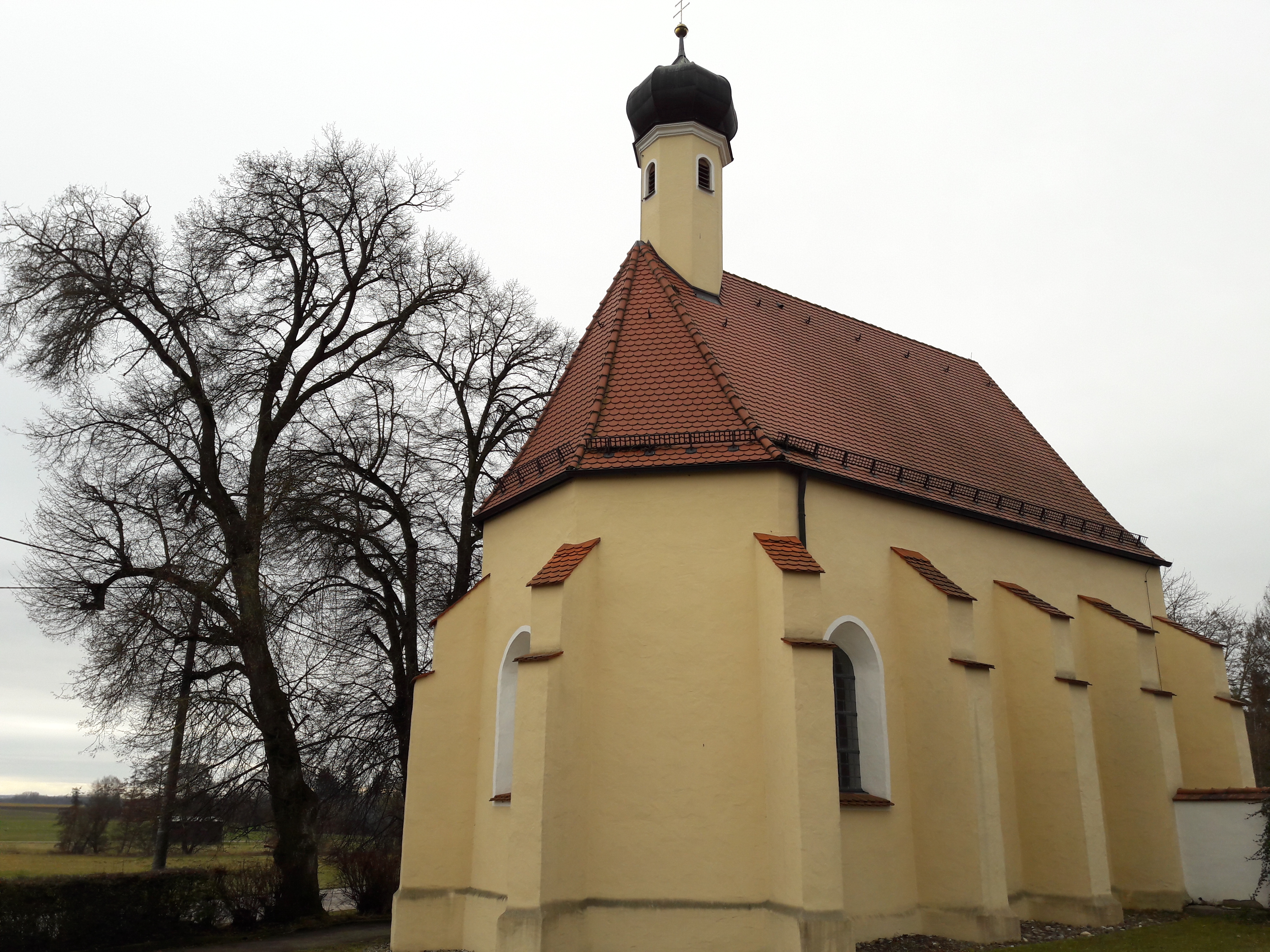
St. Leonhard in Rennertshofen

Die römisch-katholische Friedhofskapelle St. Leonhard steht auf dem ummauerten Friedhof von Rennertshofen einem Markt im oberbayerischen Landkreis Neuburg-Schrobenhausen. Sie ist in der Liste der Baudenkmäler in Rennertshofen als Baudenkmal unter der Nr. D-1-85-153-1 eingetragen. Die Kapelle gehört zum Bistum Augsburg.

## Beschreibung
Die im Kern spätgotische Saalkirche wurde 1633 barock verändert. Sie besteht aus dem von Strebepfeilern gestützten Langhaus und dem dreiseitig geschlossenen Chor im Osten. Auf dem Satteldach des Langhauses erhebt sich im Osten ein achteckiger, mit einer Zwiebelhaube bedeckter Dachreiter.
Der Innenraum ist mit einem Stichkappengewölbe überspannt. In ihn wurden 1738/39 Stuck und Fresken eingebracht.